# Nuvakchin Dorsa
I Nuvakchin Dorsa sono una struttura geologica della superficie di Venere.